# 交通堵塞

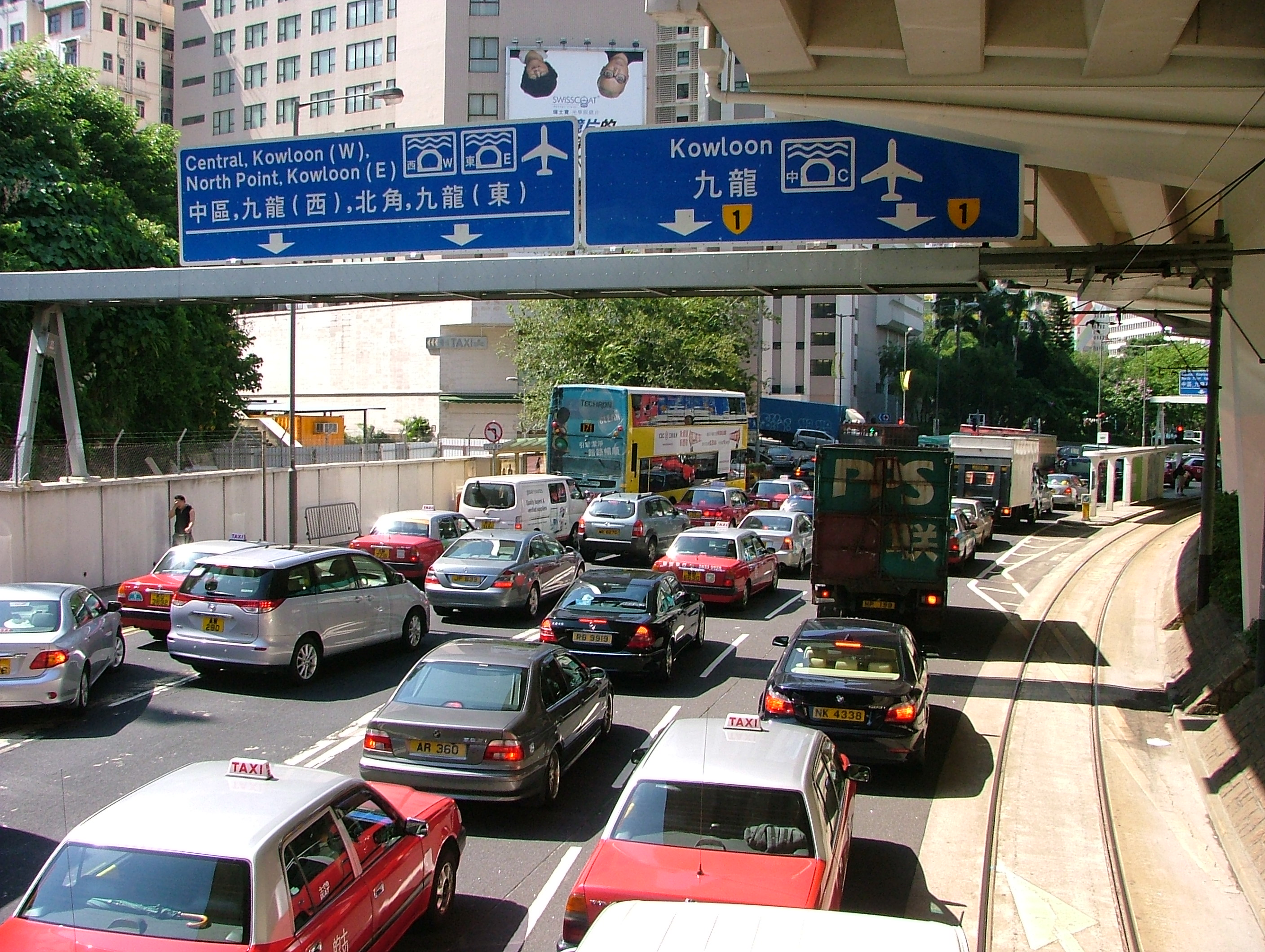
香港島黃泥涌道往灣仔方向的交通擠塞

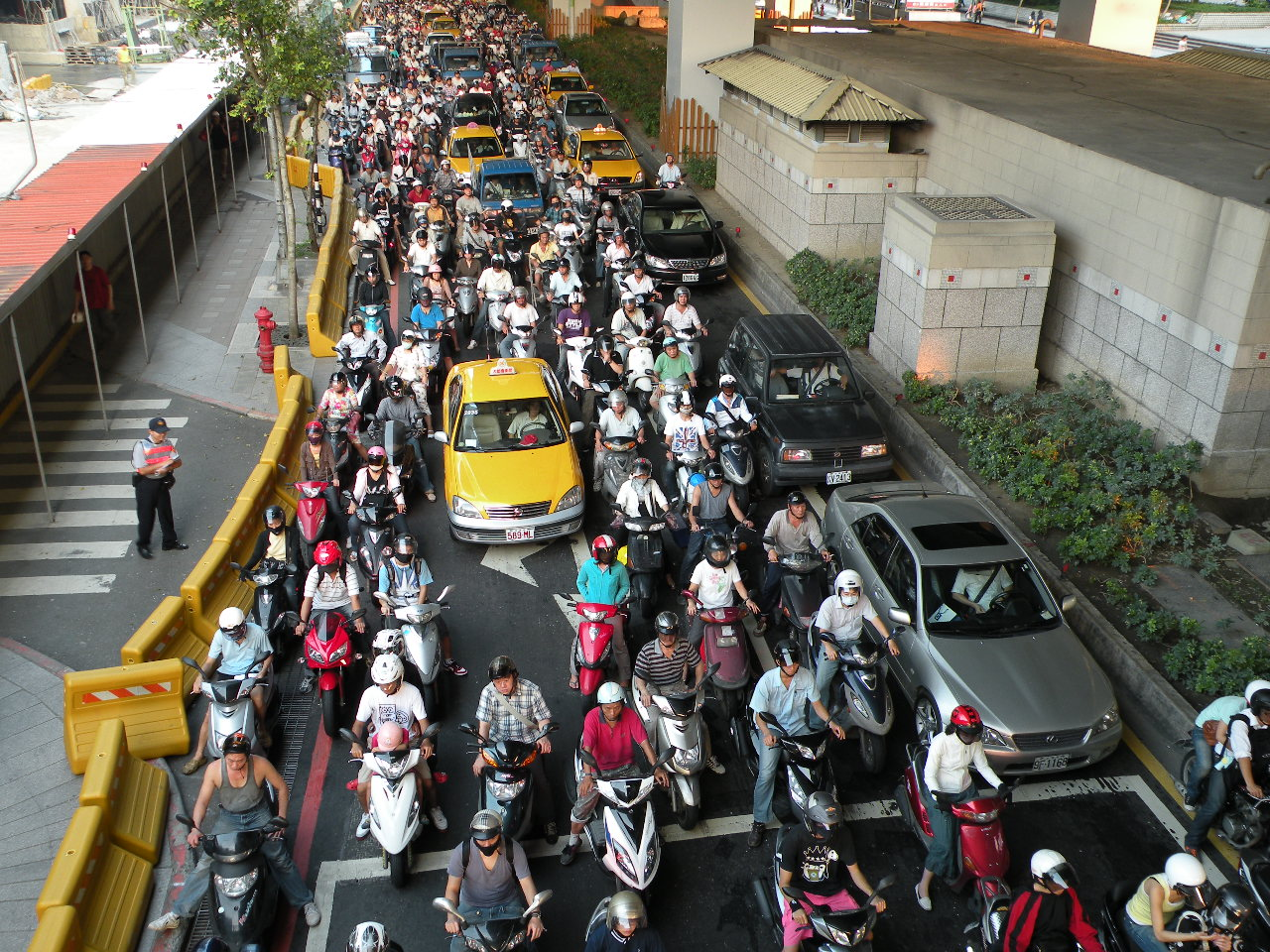
臺北市民大道街頭大排長龍的機車

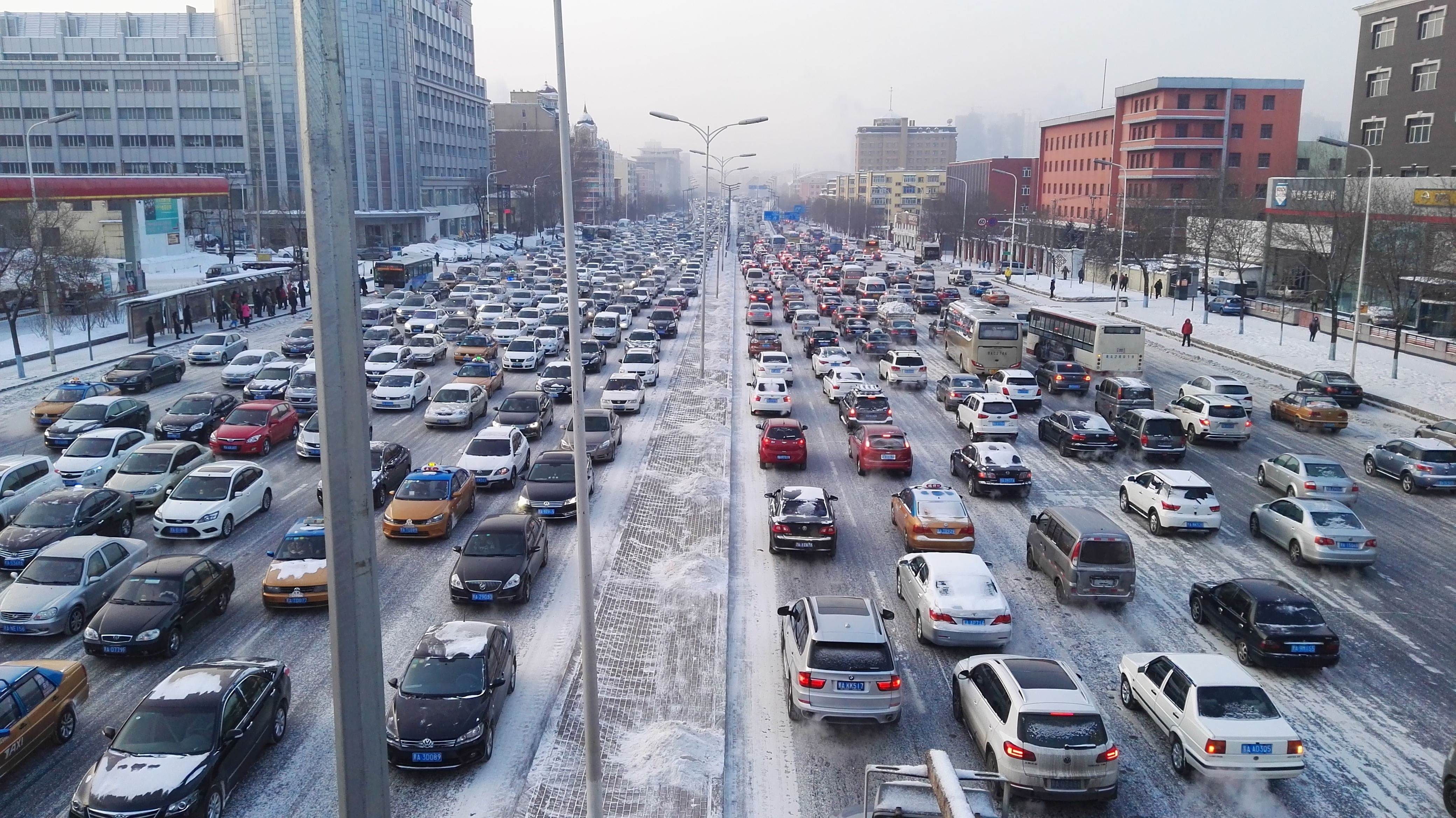
中国黑龙江省哈尔滨主干道之一的文昌街，早高峰因低温、降雪导致行车缓慢的挤塞。

交通堵塞，又称交通擠塞、交通擁擠、交通拥堵、交通壅塞、塞車或堵車，是指一種車多擁擠且車速緩慢的現象，通常在假日或上下班繁忙時間等時刻出現。此情形常出現於世界上各大都市區、連接兩都市間的高速公路，及汽車使用率高的地區（如美國）。
此外，人們經常把容易塞車的道路，稱為交通瓶頸。

## 交通堵塞主要之原因
通常交通堵塞的原因如下：

### 負荷大於交通系統承載量

#### 自用車數量過多
汽車依賴率增加是導致交通堵塞的主要原因。由於自用車的方便，導致市區內車流日益升高，每逢尖峰時間，上班的、旅遊的、購物的車流從四面八方湧入市中心。自用汽車的一大缺點，就是十分浪費空間（駕駛人不愛共乘，故汽車上大多僅駕駛一人），但數量卻不斷增加，導致現有道路無法負荷如此大的車流量，而造成堵塞的情形。

#### 區域間資源分配差異過大
區域間資源供給與需求分配的差異大過交通承載量時，可能造成運輸系統無法負荷過大的需求。例如中國春節與五一長假造成鐵公路運輸負荷瓶頸的浮現、內蒙古成為中國最大的產煤區造成G110的嚴重堵塞等。

### 交通系統設計問題

#### 道路容量不足或設計不妥
道路容量不足亦為造成塞車的因素。現今如倫敦、羅馬、南京等許多歷史悠久的都市，都是交通惡名昭彰的都市，原因就是出在於道路容量不足，因為其市區內的道路原來大都是供馬車行走的，但汽車的數量不斷增加，而道路擴建的速度又跟不上車流量增加的速度，使得市中心的道路擁擠不堪。
此外，許多城市也因道路設計不妥而導致交通堵塞。如北京、墨西哥城、台中的道路，主要是規劃成輻射狀，此設計雖然方便市郊間的往來，但也導致上班時，周圍郊區的車流全部往市中心移動，而導致市區的重要幹道，都塞滿了自郊區來通勤的車流。

#### 道路交匯處過多
平面道路交叉（即十字路口）處過多也經常導致交通堵塞，因為交通號誌會暫時阻斷車流行進，若車流量過大，就會產生回堵的現象，例如澳門是一座沒有快速道路或高速公路通過，主要道路交通燈號過多的人口稠密的城市。鐵路平交道也會造成回堵，因此行經城市的鐵路，其附近的道路經常堵塞。

### 天然屏障
最严重的就是广州、青岛和香港，两座城市由于自然屏障（珠江/胶州湾/维多利亚港）太过强大，所有的过江/过海通道都是不可能解决的交通瓶颈，并且三市的城市铁路系统（广州地铁、青岛地铁和港鐵）同样对此无能为力（三者所有的过江和过海线路均早已处于极其严重的超负荷运转状态中）。

### 其他原因
受修路、自然灾害或交通意外而封路等都可以是交通堵塞的原因。另外随机的刹车即便没有导致交通意外，依然有机会形成堵车。

## 交通堵塞主要之影響
至於交通擁擠帶來的影響則如下所示：
- 增加了通勤的時間，使得可用於工作（生產）的時間減少，而造成駕駛人及該區域經濟上的損失。
- 導致駕駛人感到憤怒及煩躁，增加了他們的壓力，而進一步對其健康造成不良影響。
- 浪費燃料及污染：引擎在塞車時仍不斷運轉，持續消耗燃料，並且在堵塞的時候，車輛必須不斷加速、煞車，增加燃料的耗費，因此交通堵塞不僅浪費能源，也造成空氣污染。
- 造成都會區的生活品質降低，而導致居民大量遷至郊區（即所謂的郊區化）。
- 難以應變緊急狀態：當有緊急需要時，可能因為交通堵塞而難以達到目的地

## 解決之道
交通堵塞遠在古代的羅馬就已經成為官員和市民最頭痛的問題。當時的政府立法規定車馬禁止於白天時進城，雖然解決了白天的交通問題，但晚上因為發出聲響導致市民無法睡覺，因此很快就遭到淘汰。
近代的人們為了解決交通擁擠的問題，則是以減少單位面積道路內的汽車數量為原則。（即減少平方單位內的汽車密度）方法有下列這些：

### 增加道路容量
此方法是解決交通堵塞最為基本的方法，包括拓寬或新築道路。因為當汽車使用率增高時，就需要有更多的道路來容納車流。
不過此方法的流弊在於僅能增加道路面積，而無法根治交通堵塞，因為汽車數量並未隨之減少。甚至有時，興闢道路等於是在無形之中，鼓勵更多的駕駛人開車上路。在旧金山1989年地震以后，一条市中心高速公路垮塌，市政府决定移除。拆除后，市内交通缓解了很多。
另外，因路面空間有限，拓寬道路往往須徵收土地，易產生有紛爭。許多地方為避免這項紛爭，往往藉取消人行道來增加車道數目，但此舉往往會增加交通事故的頻率，讓行人紛紛轉而使用私有汽機車，讓車流量佔用更多道路面積。
但是根據布雷斯悖论以及各地的實踐經驗，僅增加道路容量，並無法真正解決問題。

### 減少道路交叉
此種方法包括了高架道路、地下行車道、既有鐵路立體化等。这也是增加容量的一种方式。

### 限制車輛駛入
在一些城市會實施單雙號車牌的制度，限制當天只准單號（奇數）或雙號（偶數）的車牌車輛可駛入（如北京、杭州等）。亦有些城市會限制特定車輛如大型貨車的進入。

### 充分披露交通状况
此方法要求足够数量的交通参与者公开自己的GPS信息，智能交通数据中心ITDS通过整合计算，将众人提供的交通路况再次根据道路相关性原则发送到部分车辆，引导这些车辆出于利己的考虑，提前绕行或避让堵车路段，从而整体上改善交通拥堵状况。
在一些地區的廣播電台、電視台及網站有路況報導的服務，由道路使用者致電報告路況，交通管理單位亦透過車道埋設的車流量統計設備及監視鏡頭以找出車流量大及堵塞的路段，透過路況報導告知道路使用者。在道路上則設有電子看板顯示路況供道路使用者參考。
現時一些智能手機的地圖程式能透過網絡，向使用者即時顯示路況。

### 發展公共運輸系統
相較於興闢道路，發展公共運輸系統以及調高私人汽車的駕駛成本可以改變駕駛人的通勤方式，來減少私人汽車的數量，因此根治交通堵塞的效果，較興闢道路還來的顯著。人们在不体会到交通问题前，是不会考虑公共運輸的。
人们使用公共運輸，一般有2种情况：没车一族、公共運輸比自驾车好。只有吸引第二种乘客才能解决交通问题。方法有：提高速度，降低价格，更多班次和更好的服务质量。
公共運輸系統可分為公車和城市軌道交通系統兩種，都能解决塞车。有专用路权的公车或电车由於其是獨立於其他交通體系（如道路和其他鐵路）以外，運輸乘客的效率更高，速度快。
因无专用路权的公车或电车仍會受道路交通影響，導致行駛效率不佳，於是推出BRT，专用路权电车或是公車專用道，提昇行駛效率，讓民眾改而選擇較不擁擠的大眾運輸系統，進而減少道路流量。

### 收費

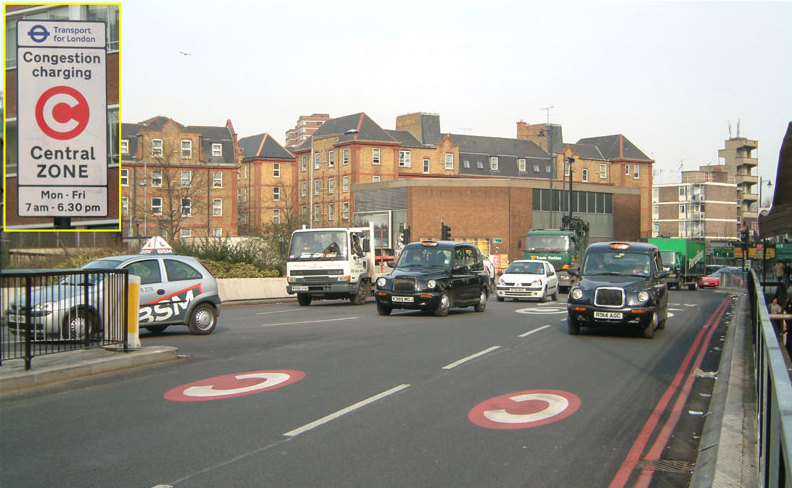
倫敦交通擁擠費實施，以紓解市中心日益擁擠的車流。圖中路面上標示「C」的紅色圓形是告知駕駛人已經進入擁擠費的收費區域

用收費以抵制駕駛人的開車意願，而減少汽車量的方法，稱為「塞車費」，目前新加坡、倫敦及斯德哥爾摩等都市已開始實施。除了塞車費之外，在易交通堵塞的地區收取較高額的停車費也是減少汽車駛入的方法之一。
但有時，收費系統反而是造成塞車的原因，因為汽車行經收費站時，需停車繳費，如是在車流量大的路段，會造成回堵，因此有些地區會以改變收費方式，以避免堵塞。以台灣為例，國道高速公路的收費站已經安裝電子收費系統（ETC），那樣車輛經過收費站時，就不必停車繳費了；至於在農曆新年等連續假期時，高速公路上常有大量的返鄉車流，以往政府為了避免在收費站因回堵造成的塞車，乾脆宣布停止收費，近年來則是採行深夜時段停止收費的措施，以鼓勵用路人利用車流較少的深夜時段上路，降低白天時的車流量。
而且，各條相同方向的道路如收費不均會使到收費較便宜的道路堵塞。香港的海底隧道就是一個例子。
除了道路收費系統，增加使用私家車的相關收費能減輕私家車對路面的負荷。例如新加坡採取「車牌競投」的方法：以高價拍賣，加上繁瑣及昂貴的手續，以減少收入不高的市民購車的意欲。而續牌費也是其中一個方法，目前此方法在香港及新加坡實施。香港亦有向汽油徵收高稅額，亦因應柴油價格低廉，向柴油私家車訂立嚴格的廢氣排放標準，以減少私人汽車的使用率。

### 降低汽车依赖
车多会造成拥堵。人们用车的原因究竟是“方便”。人们可以在自己走路半径内消费，娱乐或上班，那么他们也不会开车了。
在美国郊区，居民区中不允许有商店出现。最近的商店要1公里左右，故他们会选择开车。如果居民区中有商店的话，就没有必要开车去买东西了。
在高密度、混合用地区，所有的需求都在步行半径内。车也不是必要品了。

## 外部連結
- 國外各大城市解決塞車之道--青島汽車網